# Paul Felix Schmidt
Paul Felix Schmidt (Narva, 20 agosto 1916 – Allentown, 11 agosto 1984) è stato uno scacchista e chimico estone naturalizzato statunitense.

## Carriera scacchistica
- 1935: 1º a Tallin, davanti a Paul Keres;
- 1936: pareggia un match con Keres a Pärnu (+3 –3 =1);
- 1936: vince il Campionato estone a Tallinn;
- 1936: 2º dietro A Keres a Tallinn;
- 1937: vince il primo torneo internazionale dell'Estonia, davanti a Flohr e Ståhlberg;
- 1937: vince il campionato estone a Tallinn;
- 1937: partecipa alle olimpiadi di Stoccolma (+4 –4 =8 in seconda scacchiera);
- 1939: partecipa alle olimpiadi di Buenos Aires (+2 –5 =6 in terza scacchiera);[1][2]
- 1940: 2º a Bad Oeynhausen dietro a Georg Kieninger (7º campionato tedesco);
- 1941: 1º con Klaus Junge nel campionato tedesco (vinse poi il play-off +3 –0 =1);
- 1941: 1º con Alexander Alekhine a Cracovia-Varsavia;
- 1942: 3º-4º con Junge a Salisburgo, dietro ad Alekhine e Keres;
- 1943: 3º a Salisburgo dietro a Keres ed Alekhine;
- 1943: 2º a Vienna dietro a Josef Lokvenc (10º GER-ch;
- 1946: 2º-3º ad Amburgo con Carl Ahues, dietro a Wilfried Lange;
- 1947: 2º a Cassel dietro a Bogoljubov;
- 1949: 3º-4º ad Heidelberg (vinse Wolfgang Unzicker).

Pubblicò il libro Schachmeister denken (Dietmannsriel-Allgau, 1949).

## Carriera accademica
Nel 1951 si laureò in chimica all'Università di Heidelberg, poi si trasferì in Canada e poco dopo negli Stati Uniti, stabilendosi a Filadelfia. Per alcuni anni fu insegnante nelle scuole secondarie, poi si trasferì con la moglie Eva ad Allentown in Pennsylvania, dove lavorò nei Bell Telephone Laboratories. Diede contributi originali nei settori dell'elettrochimica, in particolare sull'ossidazione anodica del silicio. Pubblicò numerosi articoli scientifici fino al suo pensionamento nel 1982.